# 埃米利
埃米利（法語：Hémilly）是法国摩泽尔省的一个市镇，属于布莱摩泽尔区（Boulay-Moselle）福尔屈埃蒙县（Faulquemont）。该市镇总面积14.04平方公里，2009年时的人口为145人。

## 人口
埃米利人口变化图示